# 纺锤管巢蛛
纺锤管巢蛛（学名：Clubiona fusoidea）为管巢蛛科管巢蛛属的动物。在中国大陆，分布于湖南等地。该物种的模式产地在湖南大庸。